# Сарматское нефтегазоконденсатное месторождение
Сарматское (имени Ю. Кувыкина) — нефтегазоконденсатное месторождение России, расположено в северной части акватории Каспийского моря в 240 км от Астрахани. Глубина моря на участке — 5—8 м. Открыто в 2003 году и является одним из шести месторождений в Астраханской области, разрабатываемых российской нефтяной компанией Лукойл на Каспии.
Запасы нефти на месторождении составляет 50 млн тонн, а газа — 20 млрд кубометров. После дополнительных геологоразведочных работ запасы месторождения выросли на 224 млн барр. н. э. и составили около 1,2 млрд барр. н. э.

## История освоения
Поиск нефти и газа на шельфе Каспия в советское время велся преимущественно между Азербайджаном и Туркменией, так как этот район считался наиболее перспективным. Северную и центральную части дна Каспия, примыкающие к Казахстану и России, начали исследовать в середине 1990-х годов, и о перспективности этих поисков говорило открытое в 1979 году в Казахстане месторождение Тенгиз, считающееся шестым в мире по величине. Поскольку геологическая структура дна моря аналогична прибрежной, можно было предполагать наличие запасов углеводородов и в ранее не исследованных районах.
Геологоразведка на шельфе Каспия связана с техническими трудностями: в это внутреннее море невозможно транспортировать тяжелое оборудование, и его приходится строить на месте.
Нефтяная компания Лукойл в лице ЛУКОЙЛ-Нижневолжскнефть ведёт исследования с 1995 года. В 1999 году началось разведочное бурение с помощью самоподъемной полупогружной буровой установки «Астра».
С этого времени открыто 6 крупных многопластовых месторождений: месторождение им. В. Филановского, им. Юрия Корчагина, Сарматское, Хвалынское, Ракушечное, 170 км), из которых самым крупным является месторождение им. В.Филановского.
Геологи также выявили 10 перспективных структур с суммарными запасами в размере 1,1 млрд тонн условного топлива.
Сарматское нефтегазоконденсатное месторождение в четыре раза уступает по запасам нефти самому крупному (50 млн. т против 220 млн.т на месторождении им. В.Филановского), по газу вдвое (20 млрд кубометров против 40 млрд), поэтому в число приоритетных по развитию добычи не вошло.

## Наименование
Месторождение получило имя руководителя геологической службы Лукойла Юрия Степановича Кувыкина (1935—2012) в память о его заслугах а разработке нефти и газа России.